# Enoh (fiul lui Cain)
A nu se confunda cu Enoh (fiul lui Iared).
Conform Genezei 4:17, Enoh este fiul lui Cain. Cain a zidit o cetate pe care a numit-o după fiul său.
Enoh este fiul lui Cain și tatăl lui Irad.